# International Wrestling Association of Japan
La International Wrestling Association of Japan, nota anche con l'acronimo IWA Japan, è stata una federazione di wrestling giapponese specializzata nei deathmatch, attiva dal 1994 al 2014 e per un breve periodo affiliata alla National Wrestling Alliance. La federazione raccolse l'eredità della Wrestling International New Generations, che aveva cessato le attività pochi mesi prima.

## Storia

### La nascita
All'inizio degli anni '90 la scena giapponese dei deathmatch era principalmente appannaggio della Frontier Martial-Arts Wrestling (FMW), con la principale rivale rappresentata dalla W*ING, nata proprio da membri dissidenti della FMW. 
Nello scenario di vuoto di potere causato dalla chiusura della W*ING all'inizio del 1994 Víctor Quiñones, ex wrestler a lungo attivo in Porto Rico e in Giappone, trovò uno sponsor in Tatsukuni "Kinroku" Asano, imprenditore in possesso di alcuni ristoranti a Tokyo e gestore di alcuni piccoli eventi di Wrestling, e il patrocinio della NWA, alla quale la neonata IWA Japan si affiliò.
Il primo evento della IWA Japan, che fu anche registrato per essere trasmesso, si tenne il 21 maggio 1994 a Yokosuka, nella prefettura di Kanagawa. Una colonna portante dell'evento inaugurale era rappresentanta da diversi wrestler che avevano fatto precedentemente parte della W*ING, come Yukihiro Kanemura, Shoji Nakamaki, Nobutaka Araya, insieme con alcuni wrestler nordamericani come Headhunters, Cactus Jack e Terry Funk.

### Crescita in popolarità
La sua crescente popolarità, dovuta all'eccezionale carisma dei wrestler impiegati, spinse la federazione a produrre un evento di portta maggiore, Kawasaki Dream, che si tenne il 20 agosto 1995 al Kawasaki Stadium. La principale attrazione dell'evento fu un torneo di deathmatch ad eliminazione diretta al quale presero parte, tra gli altri, Cactus Jack, Terry Funk, Hiroshi Ono e Terry Gordy. L'evento vide anche una difesa del NWA World Heavyweight Championship, con Tarzan Goto che sfidò l'allora campione Dan Severn per il titolo.

### Calo e chiusura
Quiñones lasciò la federazione al termine del 1995, portando anche al termine dell'affiliazione con la NWA. Nel giro di un anno numerosi talenti ingaggiati da Quiñones iniziarono a lasciare la federazione, complice anche l'apertura della Tokyo Pro alla fine del 1996 che portò all'addio di Goto e Gannosuke.
All'inizio del nuovo millennio si assistette ad una parziale rinascita del brand con l'arrivo di Steve Williams, Mike Rotunda e Giant Kimala, che avevano abbandonato la All Japan Pro Wrestling (AJPW) quando questa aveva cambiato proprietà e si erano accasati in IWA. Nel 2003 la federazione raggiunse anche un accordo televisivo con l'emittente Fighting Samurai TV, che in precedenza possedeva i diritti televisivi della AJPW. In questo periodo si unirono alla federazione diverse leggende della World Wrestling Entertainment, inclusi Big Boss Man, Jim Duggan e Barry Windham; i veterani occupavano stabilmente i posti nel main event insieme con le star giapponesi più giovani.
Le storylines più importanti di quegli anni riguardano Ted DiBiase general manager dello show, l'alleanza tra Steve Williams e il giovane allievo Ryo Miyake che vinsero insieme l'IWA World Tag Team Championship (storia terminata bruscamente quando a Williams fu diagnosticato un cancro alla gola), la rivalità tra Keizo Matsuda e Mike Rotunda, che per quest'ultimo precedette il ritiro, e la faida attorno all'IWA World Heavyweight Championship tra Bossman e Jim Duggan, in quello che fu l'ultimo match di Bossman prima della sua morte, appena un mese dopo.
Al termine di questo periodo, tuttavia, avvennero i ritiri di Williams e Rotunda, la morte di Bossman e la partenza di Duggan e Hines. Nonostante l'ingaggio, seppur per un solo evento, di Toshiaki Kawada, la IWA si ritrovò senza veterani provenienti da AJPW e WWE che facessero da chiocce per i giovani e questo portò ad un calo dell'interesse da parte del pubblico.
La IWA perse rapidamente popolarità, pur rimanendo attiva nel circuito indipendente giapponese per quasi una decade, fino alla sua chiusura il 13 ottobre 2004, in seguito all'evento del ventesimo anniversario e del ritiro di Asano.

## Titoli
| Titolo                                    | Campione/i finale/i         |
| ----------------------------------------- | --------------------------- |
| IWA World Heavyweight Championship        | Keizo Matsuda               |
| IWA World Tag Team Championship           | Steve Williams e Ryo Miyake |
| IWA World Junior Heavyweight Championship | Emi Sakura                  |
| IWA Women's World Championship            |                             |